# Gormley (häst)
Gormley, född 14 mars 2014, är ett engelskt fullblod, mest känd för att ha varit en av de ledande hästarna i 2017 års Road to the Kentucky Derby. Han är sedan oktober 2017 verksam som avelshingst på Spendthrift Farm, där hans far, Malibu Moon står.

## Bakgrund
Gormley är en brun hingst efter Malibu Moon och under Race to Urga (efter Bernstein). Han föddes upp av Castleton Lyons & Kilboy Estate och ägdes av Jerry & Ann Moss. Han tränades under tävlingskarriären av John Shirreffs. Gormley har fått sitt namn efter den brittiske skulptören Antony Gormley.
Gormley tävlade mellan 2016 och 2017, och sprang totalt in 1 026 000 dollar på 9 starter, varav 4 segrar. Han tog karriärens största segrar i FrontRunner Stakes (2016), Sham Stakes (2017) och Santa Anita Derby (2017).

## Statistik
| Datum     | Bana              | Löp                    | Grupp | Dist.          | Plac. | Marginal       | Tid     | Odds  | Ref.   |
| --------- | ----------------- | ---------------------- | ----- | -------------- | ----- | -------------- | ------- | ----- | ------ |
| 9/4/2016  | Del Mar Racetrack | Maiden Special Weight  | x     | 6 1⁄2 furlongs | 1     | 4 1⁄4 längd    | 1:17.79 | 6.70  | [ 5 ]  |
| 10/1/2016 | Santa Anita Park  | FrontRunner Stakes     | I     | 1 ⁄16 miles    | 1     | 3 längder      | 1:43.57 | 10.80 | [ 6 ]  |
| 11/5/2016 | Santa Anita Park  | Breeders' Cup Juvenile | I     | 1 ⁄16 miles    | 7     | (16 1⁄4 längd) | 1:42.60 | 5.20  | [ 7 ]  |
| 1/7/2017  | Santa Anita Park  | Sham Stakes            | III   | 1 mile         | 1     | huvud          | 1:35.89 | 1.60  | [ 8 ]  |
| 3/11/2017 | Santa Anita Park  | San Felipe Stakes      | II    | 1 ⁄16 miles    | 4     | (9 3⁄4 längd)  | 1:42:28 | 2.10  | [ 9 ]  |
| 4/8/2017  | Santa Anita Park  | Santa Anita Derby      | I     | 1 ⁄8 miles     | 1     | 1⁄2 längd      | 1:51.16 | 6.20  | [ 10 ] |
| 5/6/2017  | Churchill Downs   | Kentucky Derby         | I     | 1 ⁄4 miles     | 9     | (14 1⁄4 längd) | 2:03.59 | 22.30 | [ 11 ] |
| 6/10/2017 | Belmont Park      | Belmont Stakes         | I     | 1 ⁄2 miles     | 4     | (12 längder)   | 2:30.02 | 9.10  | [ 12 ] |
| 8/26/17   | Del Mar Racetrack | Shared Belief Stakes   | x     | 1 mile         | 4     | (10 3/4 längd) | 1:35.94 | 3.20  | [ 13 ] |